# Ropalopus mali
Ropalopus mali là một loài bọ cánh cứng trong họ Cerambycidae.